# Obóz warowny
Obóz warowny – teren, na którym wojsko umacniało się w czasie bitew bądź oblężeń, a także w trakcie przerw w działaniach wojennych.
Stosowany od czasów rzymskich do XVIII w. (sporadycznie również w XIX w.). Obozy stosowane w XV–XVI w. otoczone wozami nosiły nazwę taborów.
W XVII w. termin „obóz warowny” oznaczał ponadto twierdzę o załodze przewyższającej liczebnie stan potrzebny do obrony.